# Biskop
Biskop (eller bisp) er overhovedet i et stift, det kirkelige geografiske område. Biskoppen virker også som den ledende præst ved stiftets domkirke.
Paven er biskop af Rom. Ved opgøret med Paven blev de katolske biskopper i de protestantiske områder afløst af superintendenter med lidt andre beføjelser. Betegnelsen biskop genindførtes dog hurtigt. Som territorialfyrste betegnes bispen fyrstbiskop. Nogle biskopper bærer en mitra.

## Nuværende biskopper i dendanskefolkekirke
- Fyens Stift: Mads Davidsen, biskop siden 2023[1]
- Grønlands Stift: Paneeraq Siegstad Munk, biskop siden 2020[2]
- Haderslev Stift: Marianne Christiansen, biskop siden 2013
- Helsingør Stift: Peter Birch, biskop siden 2021[3]
- Københavns Stift: Peter Skov-Jakobsen, biskop siden 2009
- Lolland-Falster Stift: Marianne Gaarden, biskop siden 2017
- Ribe Stift: Elof Westergaard, biskop siden 2014
- Roskilde Stift: Ulla Thorbjørn Hansen, biskop siden 2022
- Viborg Stift: Henrik Stubkjær , biskop siden 2015
- Aalborg Stift: Thomas Reinholdt Rasmussen, biskop siden 2021
- Århus Stift: Henrik Wigh-Poulsen, biskop siden 2015

## Nuværende biskop iden færøske folkekirke
- Færøerne: Jógvan Fríðriksson, biskop siden 2007 (selvstændig folkekirke siden 2007)

## Biskopper i andre danske kirkesamfund
- Den Katolske Kirke i Danmark: Czeslaw Kozon, biskop siden 1995
- Metodistkirken: Christian Alsted, biskop for Norden og Baĺtikum siden 2009 med kontor i København